# Lithiumbromit
Lithiumbromit ist eine chemische Verbindung aus der Gruppe der Bromite.

## Gewinnung und Darstellung
Lithiumbromit kann durch Reaktion von Lithiumbromat mit Lithiumbromid bei 190 bis 220 °C gewonnen werden.
{\displaystyle {\ce {2 LiBrO3 + LiBr -> 3 LiBrO2}}}
Die Verbindung kann auch durch Reaktion von Bromiger Säure mit Lithiumhydroxid dargestellt werden.
{\displaystyle {\ce {LiOH + HBrO2 -> LiBrO2 + H2O}}}

## Eigenschaften
Lithiumbromit ist ein sehr hygroskopischer Feststoff, der sich bei 225 °C unter Schmelzen zersetzt.
{\displaystyle {\ce {LiBrO2 -> LiBr + O2}}}